# Gagauzia zászlaja
A kék a türk népek hagyományos színe (lásd: kök türkök). Az eget, a reményt, a jószívűséget és a szülőhazához való hűséget jelképezi. A türk népek számára a fehér szín a nyugatot jelképezi és azt, ahol a gagauzok élnek, azon kívül a moldávokkal, a bolgárokkal, az ukránokkal és az oroszokkal való barátságos egymás mellett élés szimbóluma.
A vörös a szabadságért való harcban tanúsított hősiességet és bátorságot, valamint a gagauzok nemzetének újjászületését és nagylelkűségüket jelképezi. A három csillag múltjuk, jelenük és jövőjük jelképe.